# Ференц Фекетеголмі-Чейднер
Ференц Фекетеголмі-Чейднер (угор. Feketehalmy-Czeydner Ferenc; 22 листопада 1890, Піски, Австро-Угорщина, тепер Румунія — 5 листопада 1946, Цсабліль, Югославія) — угорський військовий і політичний діяч німецького походження. Лицар (кавалер ордена Вітязя).
Ім'я при народженні — Франц Цайднер (нім. Franz Zeidner).

## Біографія

### Ранні роки
Народився 22 листопада 1890 року в місті Піскі, Угорщина (сьогодні — місто Сімерія, Румунія). З родини етнічних німців (нім. Volksdeutsche), син власника магазину Ґустава Цайднера; в молоді роки носив прізвище батька, але після Першої світової війни змінив прізвище на Фекетеголмі-Чейднер.
Закінчив артилерійську кадетську школу в Трайскірхені і Військово-технічну академію в Мьодліні. 18 серпня 1910 року вступив на службу лейтенантом у 12-й польовий гаубичний полк австро-угорської армії. В 1913 році переведений у 8-й гонвелний польовий артилерійський полк.

### Перша світова війна
Учасник Першої світової війни, капітан (1 травня 1917).
В 1915 році переведений в угорський Генштаб, а в листопаді 1918 року в штаб 2-го армійського корпусу.

### Міжвоєнний період
Після закінчення війни залишився на службі в угорській армії.
В 1921—1925 роках — офіцер Генштабу 7-ї змішаної бригади, одночасно викладав у Військовій академії в Будапешті.
З 1925 року — інструктор у Військовій академії святого Людовіка в Будапешті.
З 1927 року — заступник начальника бойової підготовки Військового міністерства.
З 1929 року служив у Генштабі; з 1933 року — начальник штабу управління авіаційних перевезень.
З 1935 року — заступник начальника Укправління авіації, з квітня 1938 року — начальник військово-повітряного бюро. Один із творців угорських ВПС.
З 23 січня 1939 року — командир 6-ї піхотної бригади.

### Друга світова війна
В березні 1940 року Фекетеголмі призначений начальником штабу 1-ї угорської армії, а 1 серпня 1941 року — командиром 3-го армійського корпусу, який виконував функції окупаційних військ на Балканах. В грудні 1941 року отримав поранення і в серпні 1942 року вийшов у відставку.
15 січня 1944 року переїхав у Німеччину і почав активно співпрацювати з СД, однак через наслідки поранення він зміг повернутися до активної служби лише 1 липня 1944 року, коли був призначений заступником командира 2-го танкового корпусу СС, який діяв у Нормандії.
15 жовтня 1944 року в Угорщині заарештували диктатора Міклоша Горті і влада перейшла до ставленика Німеччини Ференца Салаші. Фекетеголмі негайно відкликали в Угорщину і 17 жовтня призначили заступником військового міністра і головнокомандувача, а також заступником начальника Генштабу.
В січні 1945 року у Фекетеголмі виявили рак і він фактично відійшов від справ, хоча і залишався на своїх постах до 17 березня 1945 року. 19 березня йому провели операцію. Відразу після операції Фекетеголмі повернуся в стрій і був призначений командиром 17-го (угорського) корпусу СС.

### Після війни
10 травня 1945 року взятий в полон американськими військами у Вайссенбасі (Верхня Австрія), але згодом звільнений. Знову заарештований 14 липня 1945 року і в листопаді 1945 року переданий угорській владі.
31 січня 1946 року переданий Югославії. Звинувачений в знищенні підконтрольними йому частинами 2 тисяч людей (у січні 1942 року). 4 листопада 1946 року засуджений до смертної кари і наступного дня страчений у Жабалі.

## Звання під час Другої світової війни
- Лейтенант (18 серпня 1910)
- Старший лейтенант (1 серпня 1914)
- Капітан (1 травня 1917)
- Майор (1 травня 1925)
- Підполковник (1929)
- Полковник  (1 листопада 1934)
- Генерал-майор (1 листопада 1939)
- Фельдмаршал-лейтенант (1 листопада 1941)
- Группенфюрер СС і генерал-лейтенант військ СС (1 листопада 1944)
- Обергруппенфюрер СС і генерал військ СС (1 листопада 1944)
- Генерал-полковник (1 грудня 1944)

## Нагороди
Ференц Фекетеголмі-Чейднер був відзначений численними нагородами, серед яких:
- Хрест «За військові заслуги» (Австро-Угорщина) 3-го класу з військовою відзнакою і мечами
- Срібна і бронзова медаль «За військові заслуги» (Австро-Угорщина)
- Орден Залізної Корони 3-го класу з військовою відзнакою
- Пам'ятна військова медаль (Угорщина) з мечами
- Пам'ятна військова медаль (Австрія) з мечами
- Орден Заслуг (Угорщина)
- Орден Витязя
- Орден Заслуг німецького орла
- Орден Корони Італії, командорський хрест